# Trzcianka-Kolonia (województwo świętokrzyskie)
Trzcianka-Kolonia (do 31 grudnia 2001 roku Kolonia Trzcianka) – kolonia w Polsce położona w województwie świętokrzyskim, w powiecie staszowskim, w gminie Osiek.
W latach 1975–1998 miejscowość położona była w województwie tarnobrzeskim.
W sąsiedztwie wsi przebiega szerokotorowa linia kolejowa nr 65 (tzw. LHS), natomiast bezpośrednio przez wieś przebiega droga gminna nr 4233017 i 4233018 do Sworonia, nr 4233020 do Turska Wielkiego, nr 4233021 do Ossali i nr 4233022 do Trzcianki.

## Historia
Trzcianka-Kolonia utworzona została z części ówczesnych dóbr Ossala przed rokiem 1827. Był to wówczas folwark Trzcianna (nazywany też Trzcianką Folwarczną). W roku 1827 jego rozległość ogólna to 643 morgi w tym: 315 mórg gruntów ornych i ogrodów, 138 mórg łąk, 16 mórg pastwisk, 7 mórg wody, 150 mórg lasu, 17 mórg nieużytków; jak i 15 budynków drewnianych; stosuje się płodozmian 7–polowy, posiada las nieurządzony oraz młyn. Drogą sprzedaży oddzielono po 1874 z obszaru folwarku 86 mórg.
W 1886 roku ówczesna parafia Niekrasów należała do ówczesnego dekanatu sandomierskiego (ale dawniej jeszcze do dekanatu staszowskiego) i liczyła wówczas 2 230 dusz.
Nie jest też wymieniana jako samodzielna wioska wchodząca w skład gminy Tursko w 1892, z urzędem gminy w Strużkach. Wówczas to sądem okręgowym dla gminy był IV Sąd Okręgowy w Staszowie (tam też była stacja pocztowa). Stanowiła wówczas część posiadłości dworskich. Gmina miała 8 781 mórg rozległości ogółem (w tym 5 083 mórg włościańskich) i 4 613 mieszkańców (w tym 14 proc. pochodzenia żydowskiego, tj. 63 żydów).
W okresie 20. międzywojennego od obecnego sioła Bargielka, aż za Dom Ludowy do zakrętu ulokowana była osobna wieś Trzcianka Las, która ze względu II wojny światowej i drewnianej zabudowy zanikła, a po części jej dawne włości włączono w skład obecnej Trzcianki-Kolonii i Trzcianki wsi.
W czasie II wojny światowej 9 stycznia 1943 r. w zasadzce zorganizowanej przez Niemców w Trzciance zginął Władysław Jasiński „Jędruś”, legendarny dowódca partyzancki.

## Demografia
Współczesna struktura demograficzna kolonii Trzcianka-Kolonia na podstawie danych z lat 1995-2009 według roczników GUS, z prezentacją danych z 2002 roku:

| WYSZCZEGÓLNIENIE | WYSZCZEGÓLNIENIE | WYSZCZEGÓLNIENIE | WYSZCZEGÓLNIENIE | WYSZCZEGÓLNIENIE | J. m.       | POPULACJA MIESZKAŃCÓW (w przedziałach wiekowych w 2002 roku) | POPULACJA MIESZKAŃCÓW (w przedziałach wiekowych w 2002 roku) | POPULACJA MIESZKAŃCÓW (w przedziałach wiekowych w 2002 roku) | POPULACJA MIESZKAŃCÓW (w przedziałach wiekowych w 2002 roku) | POPULACJA MIESZKAŃCÓW (w przedziałach wiekowych w 2002 roku) | POPULACJA MIESZKAŃCÓW (w przedziałach wiekowych w 2002 roku) | POPULACJA MIESZKAŃCÓW (w przedziałach wiekowych w 2002 roku) | POPULACJA MIESZKAŃCÓW (w przedziałach wiekowych w 2002 roku) | POPULACJA MIESZKAŃCÓW (w przedziałach wiekowych w 2002 roku) | POPULACJA MIESZKAŃCÓW (w przedziałach wiekowych w 2002 roku) |
| WYSZCZEGÓLNIENIE | WYSZCZEGÓLNIENIE | WYSZCZEGÓLNIENIE | WYSZCZEGÓLNIENIE | WYSZCZEGÓLNIENIE | J. m.       | OGÓŁEM                                                       | 0-9                                                          | 10-19                                                        | 20-29                                                        | 30-39                                                        | 40-49                                                        | 50-59                                                        | 60-69                                                        | 70-79                                                        | 80+                                                          |
| ---------------- | ---------------- | ---------------- | ---------------- | ---------------- | ----------- | ------------------------------------------------------------ | ------------------------------------------------------------ | ------------------------------------------------------------ | ------------------------------------------------------------ | ------------------------------------------------------------ | ------------------------------------------------------------ | ------------------------------------------------------------ | ------------------------------------------------------------ | ------------------------------------------------------------ | ------------------------------------------------------------ |
| I.               | OGÓŁEM           | OGÓŁEM           | OGÓŁEM           | OGÓŁEM           | os.         | 100                                                          | 18                                                           | 11                                                           | 12                                                           | 18                                                           | 8                                                            | 13                                                           | 9                                                            | 9                                                            | 2                                                            |
| I.               | –                | odsetek          | odsetek          | odsetek          | %           | 100                                                          | 18                                                           | 11                                                           | 12                                                           | 18                                                           | 8                                                            | 13                                                           | 9                                                            | 9                                                            | 2                                                            |
| I.               | 1.               | WEDŁUG PŁCI      | WEDŁUG PŁCI      | WEDŁUG PŁCI      | WEDŁUG PŁCI | WEDŁUG PŁCI                                                  | WEDŁUG PŁCI                                                  | WEDŁUG PŁCI                                                  | WEDŁUG PŁCI                                                  | WEDŁUG PŁCI                                                  | WEDŁUG PŁCI                                                  | WEDŁUG PŁCI                                                  | WEDŁUG PŁCI                                                  | WEDŁUG PŁCI                                                  | WEDŁUG PŁCI                                                  |
| I.               | 1.               | A.               | Mężczyzn         | Mężczyzn         | os.         | 48                                                           | 8                                                            | 2                                                            | 6                                                            | 12                                                           | 4                                                            | 7                                                            | 5                                                            | 2                                                            | 2                                                            |
| I.               | 1.               | A.               | –                | odsetek          | %           | 48                                                           | 8                                                            | 2                                                            | 6                                                            | 12                                                           | 4                                                            | 7                                                            | 5                                                            | 2                                                            | 2                                                            |
| I.               | 1.               | B.               | Kobiet           | Kobiet           | os.         | 52                                                           | 10                                                           | 9                                                            | 6                                                            | 6                                                            | 4                                                            | 6                                                            | 4                                                            | 7                                                            | –                                                            |
| I.               | 1.               | B.               | –                | odsetek          | %           | 52                                                           | 10                                                           | 9                                                            | 6                                                            | 6                                                            | 4                                                            | 6                                                            | 4                                                            | 7                                                            | –                                                            |

Rysunek 1.1 Piramida populacji – struktura płci i wieku wioski
| I. | OGÓŁEM | OGÓŁEM  | OGÓŁEM            | OGÓŁEM            | OGÓŁEM            | os.     | 100     | 48      | 52      |         |         |         |         |         |         |         |         |         |         |         |
| I. | –      | odsetek | odsetek           | odsetek           | odsetek           | %       | 100     | 48      | 52      |         |         |         |         |         |         |         |         |         |         |         |
| I. | 1.     | W WIEKU | W WIEKU           | W WIEKU           | W WIEKU           | W WIEKU | W WIEKU | W WIEKU | W WIEKU | W WIEKU | W WIEKU | W WIEKU | W WIEKU | W WIEKU | W WIEKU | W WIEKU | W WIEKU | W WIEKU | W WIEKU | W WIEKU |
| I. | 1.     | A.      | Przedprodukcyjnym | Przedprodukcyjnym | Przedprodukcyjnym | os.     | 28      | 10      | 18      |         |         |         |         |         |         |         |         |         |         |         |
| I. | 1.     | A.      | –                 | odsetek           | odsetek           | %       | 28      | 10      | 18      |         |         |         |         |         |         |         |         |         |         |         |
| I. | 1.     | B.      | Produkcyjnym      | Produkcyjnym      | Produkcyjnym      | os.     | 56      | 33      | 23      |         |         |         |         |         |         |         |         |         |         |         |
| I. | 1.     | B.      | –                 | odsetek           | odsetek           | %       | 56      | 33      | 23      |         |         |         |         |         |         |         |         |         |         |         |
| I. | 1.     | B.      | a.                | mobilnym          | mobilnym          | os.     | 34      | 19      | 15      |         |         |         |         |         |         |         |         |         |         |         |
| I. | 1.     | B.      | a.                | –                 | odsetek           | %       | 34      | 19      | 15      |         |         |         |         |         |         |         |         |         |         |         |
| I. | 1.     | B.      | b.                | niemobilnym       | niemobilnym       | os.     | 22      | 14      | 8       |         |         |         |         |         |         |         |         |         |         |         |
| I. | 1.     | B.      | b.                | –                 | odsetek           | %       | 22      | 14      | 8       |         |         |         |         |         |         |         |         |         |         |         |
| I. | 1.     | C.      | Poprodukcyjnym    | Poprodukcyjnym    | Poprodukcyjnym    | os.     | 16      | 5       | 11      |         |         |         |         |         |         |         |         |         |         |         |
| I. | 1.     | C.      | –                 | odsetek           | odsetek           | %       | 16      | 5       | 11      |         |         |         |         |         |         |         |         |         |         |         |

## Dawne części wsi – obiekty fizjograficzne
W latach 70. XX wieku przyporządkowano i opracowano spis lokalnych części integralnych dla Trzcianki Folwarcznej – obecnie to kolonia Trzcianka-Kolonia, zawarty w tabeli 1.

| Nazwa wsi – miasta        | Nazwy części wsi – miasta         | Nazwy obiektów fizjograficznych – charakter obiektu                                                                       |
| ------------------------- | --------------------------------- | --- |
| I. Gromada TURSKO WIELKIE |                                   | |
| 1. Trzcianka Folwarcz- na | 1. Gilówka 2. Kolonia-Tursko Małe | 1. Gilówka – pole 2. Jeziórka – pole, łąka 3. Krzywda – łąka 4. Morga – pole 5. Pastwisko – pastwisko 6. U Sabatki – łąka |